# 詹姆斯·G·克罗
詹姆斯·G·克罗是一位英国考古学家，爱丁堡大学教授，毕业于伯明翰大学和纽卡斯尔大学，专攻古罗马时期的考古学。